# Co-op 2
Co-op 2 was een reclame- en fotobureau in Amsterdam in de periode 1934 tot 1942. Het werd opgericht door de fotograaf en grafisch ontwerper Paul Guermonprez.

## Ontwikkeling
In 1934 begon hij met Co-op 2, waaraan onder anderen Hajo Rose, Violette Cornelius, Paul Hartland, Ladislav Csáder, Lex Metz, Atie Siegenbeek van Heukelom, Leo Meter, Wim Brusse, Krijn Taconis en Otto Treumann meewerkten. Ook Charles Jongejans heeft er als tweede man met Guermonprez samengewerkt. 
Er is een agenda bekend van Paul Guermonprez uit 1938 waarin hij zijn plannen voor Co-op 2 ontwikkelde, het exemplaar is aanwezig in de verzameling van het Stedelijk Museum in Amsterdam.
In de Tweede Wereldoorlog werd door de Duitsers de Kultuurkamer opgericht en Co-op 2 werd dan ook om die reden door Paul Guermonprez in april 1942 ontbonden. In deze jaren stond Guermonprez in contact met de Groningse drukker H.N. Werkman. Hajo Rose stapte er al na een jaar weer uit.

## Locatie
Het eerste adres van Co-op 2 was aan de Keizersgracht 498 in Amsterdam bij het architectenbureau van Jan van der Linden (Gemeentegiro L. 1597). Van der Linden was financieel raadgever en aandeelhouder van Co-op 2. Hij heeft les gehad aan het Bauhaus in 1930-31. De Co-op 2 studio's waren op de bovenste verdiepingen, waar ooit kunstschilder Simon Maris zijn atelier had, en op de bel-etage.
Later werd het Co-op 2-adres Leidsestraat 43, Amsterdam, waar Guermonprez met zijn tweede vrouw Trude Jalowetz woonde tot december 1941, daarna woonden zij in een boerderij in Voorschoten.
Paul Guermonprez woonde ook op hetzelfde adres aan de Keizersgracht 498 in Amsterdam waar hij als fotograaf was gevestigd, volgens een adresboek uit 1937. Hajo Rose (Mannheim 1910 – Leipzig 1989) kwam in 1933 als emigrant in Amsterdam (hij woonde daar in 1937 in de Reguliersdwarsstraat 73) volgens dat adresboek uit 1937. Ook stond hij ingeschreven op de Keizersgracht 498.

## Briefhoofd
Op het briefhoofd van Co-op 2 stond de vermelding: Reclamebureau, adviezen, ontwerpen en fotografie. Op een ander briefhoofd stond: Ateliers voor grafische vormgeving, tekenwerk, spuitwerk, typografie, fotografie, fotomontage, film, ontwerpen, clicheren en drukken. Ook werden er bij Co-op 2 ook kinderspelen gemaakt. Guermonprez schreef o.a. onder het pseudoniem Benjamin Cooper boeken zoals Adam's vijfde rib, Eva's jongste dochter en 7 x 7 Vredesstemmen aller tijden - aller volken. Ruim honderd boekbandontwerpen, boekomslagen, enige vouwbladen en advertenties zijn bekend van dit bureau.

## Oorlogsjaren
Na de Duitse inval werd Guermonprez gevraagd als secretaris voor de Nederlandsche Unie, vanwege zijn organisatietalent. De oprichting van de Kultuurkamer in 1942 deed Guermonprez, die niets op had met de nationaalsocialisten, besluiten Co-op 2 op te heffen. 
Later dat jaar werd hij geïnterneerd als gijzelaar in Kamp Sint-Michielsgestel. Toen hij zich als voormalig Nederlands dienstplichtig militair in 1943 alsnog voor krijgsgevangenschap moest melden in Amersfoort ontvluchtte hij en sloot zich aan bij het verzet. Op Oudejaarsavond 1943 deed Paul Guermonprez mee aan een aanslag op het politiebureau aan de Weteringschans te Amsterdam om een aantal collega-verzetsstrijders te bevrijden.. 
Een aantal deelnemers poogden te vluchten, maar werden opgepakt op het Centraal Station te Amsterdam, waaronder Guermonprez. In april 1944 wordt hij door de Gestapo gearresteerd en uiteindelijk op 10 juni van dat jaar te Overveen gefusilleerd. Hij ligt begraven op de erebegraafplaats aldaar.

## Trivia
Hier een voorbeeld van een reclame van Co-op 2 in de beginperiode:
Co-op 2, bureau voor stelselmatige reclame, Keizersgracht 498 Amsterdam C. telefoon 31673.
Juli 1936, Co-op 2 overhandigt u een vloeiblad-kalender en doet u hiermede een reclame-idee aan de hand voor 1937. Co-op 2 adviseert en verzorgt de voor uw bedrijf meest economische en effectieve reclame-kalender welke gedurende het jaar 1937 dag in dag uit de aandacht op uw product zal vestigen. Wanneer mag Co-op 2 zich hierover nader met u onderhouden ?
Hoogachtend Co-op 2 (volgt handtekening van P. Guermonprez)